# Latinské časování
Konjugace označuje ohýbání sloves. Latina časuje slovesa pomocí koncovek, které připojuje ke třem různým slovesným kmenům (prézentní, perfektní a supinový). Jelikož vzájemné odvozování kmenů není pravidelné, všechny tři kmeny se ve slovnících uvádí u každého slovesa zvlášť. V zápisu jednotlivé položky označují:
1. první osoba singuláru indikativu prézenta aktiva;
2. infinitiv prézenta aktiva (spolu s předchozím slouží k určení konjugace, viz níže);
3. slovesný kmen perfektní;
4. slovesný kmen supinový.

Příklad: scribo, -ere, scripsi, scriptum znamená, že sloveso se řadí do 3. konjugace (scribo, scribere = "píšu, psát"), perfektum zní scripsi ("napsal jsem") a supinum, resp. pasivní participium zní scriptum ("napsané").
Latina rozlišuje stejně jako čeština u sloves 3 osoby a dvě čísla. Pokud slovesný tvar neobsahuje přídavné jméno (tvary odvozené od supinového kmene), nerozlišuje latinské sloveso rod (na rozdíl v některých případech od češtiny).

## Systém latinských časů
Latina rozlišuje celkem 6 časů:
- Prézens (přítomný čas), vyjadřuje přítomný děj.
- Imperfektum (minulý čas), vyjadřuje obvykle neukončený nebo probíhající děj v minulosti; do češtiny se překládá nedokonavými slovesy.
- Perfektum (minulý čas), vyjadřuje obvykle dokončený a uzavřený děj či zahájení děje; do češtiny se překládá dokonavými slovesy.
- Plusquamperfektum (předminulý čas), vyjadřuje děj, který se odehrál dříve než děj, vyjádřený v textu perfektem nebo imperfektem.
- Futurum I (budoucí čas), vyjadřuje děj budoucí.
- Futurum II (předbudoucí čas), vyjadřuje budoucí děj, který je však v době, o níž se hovoří v budoucím čase, již ukončen.

Latinské časy mohou obsahovat různé tvary:
| Čas               | Indikativ | Konjunktiv | Imperativ | Infinitiv | Aktivní participium | Pasivní participium |
| ----------------- | --------- | ---------- | --------- | --------- | ------------------- | ------------------- |
| Prézens           | X         | X          | X         | X         | X                   |                     |
| Imperfektum       | X         | X          |           |           |                     |                     |
| Perfektum         | X         | X          |           | X         |                     | X                   |
| Plusquamperfektum | X         | X          |           |           |                     |                     |
| Futurum I         | X         |            |           | X         | X                   |                     |
| Futurum II        | X         |            |           |           |                     |                     |

## Prézentní systém
Latinský prézentní systém zahrnuje tři časy: prézens, imperfektum a futurum I. latina rozlišuje 4 konjugace, z nichž třetí se dělí ještě na další dvě podskupiny, tj. čtyři slovesné třídy, podle kterých se slovesa v prézentním systému časují. Jednotlivé konjugace se zde od sebe liší samohláskou, kterou vkládají mezi kořen slovesa a osobní příponu.

### Indikativ
Samohlásky vkládané mezi kořen a osobní příponu typické pro indikativ jsou následující:
| Konjugace | samohláska                  |
| --------- | --------------------------- |
| 1         | ā                           |
| 2         | ē                           |
| 3         | krátká samohláska (ĕ, ĭ, ŭ) |
| 4         | ī                           |

Osobní koncovky (shodné pro všechny konjugace):
Aktivum
|    | Singulár | Plurál |
| -- | -------- | ------ |
| 1. | o, m     | mus    |
| 2. | s        | tis    |
| 3. | t        | nt     |

Pasivum
|    | Singulár | Plurál |
| -- | -------- | ------ |
| 1. | or       | mur    |
| 2. | ris      | mini   |
| 3. | tur      | ntur   |

Příklad časovaných sloves v přítomném čase:
Aktivum
| čas        | osoba | Konjugace #1 | Konjugace #2 | Konjugace #3A | Konjugace #3B | Konjugace #4 |
| Inf. préz. |       | laudā-re     | monē-re      | leg-e-re      | cape-re       | audī-re      |
| Ind. préz. | Sg 1  | laud-ō       | mone-ō       | leg-ō         | capi-ō        | audi-ō       |
|            | Sg 2  | laudā-s      | monē-s       | leg-i-s       | capi-s        | audī-s       |
|            | Sg 3  | lauda-t      | mone-t       | leg-i-t       | capi-t        | audi-t       |
|            | Pl 1  | laudā-mus    | monē-mus     | leg-i-mus     | capi-mus      | audī-mus     |
|            | Pl 2  | laudā-tis    | monē-tis     | leg-i-tis     | capi-tis      | audī-tis     |
|            | Pl 3  | lauda-nt     | mone-nt      | leg-u-nt      | capi-u-nt     | audi-u-nt    |

Pasivum
| čas        | osoba | Konjugace #1 | Konjugace #2 | Konjugace #3A | Konjugace #3B | Konjugace #4 |
| Inf. préz. |       | laudā-rī     | monē-rī      | leg-ī         | capī          | audī-rī      |
| Ind. préz. | Sg 1  | laud-or      | mone-or      | leg-or        | capi-or       | audi-or      |
|            | Sg 2  | laudā-ris    | monē-ris     | lege-ris      | cape-ris      | audī-ris     |
|            | Sg 3  | laudā-tur    | monē-tur     | leg-i-tur     | capi-tur      | audī-tur     |
|            | Pl 1  | laudā-mur    | monē-mur     | leg-i-mur     | capi-mur      | audī-mur     |
|            | Pl 2  | laudā-minī   | monē-minī    | leg-i-minī    | capi-minī     | audī-minī    |
|            | Pl 3  | lauda-ntur   | mone-ntur    | leg-u-ntur    | capi-u-ntur   | audi-u-ntur  |

Vložením slabiky ba mezi patřičnou samohlásku a osobní příponu vzniká imperfektum':
- lauda-ba-m – chválil jsem
- mone-ba-m – napomínal jsem
- lege-ba-m – četl jsem
- audie-ba-m – slyšel jsem

Futurum I se tvoří dvěma možnými způsoby. V případě 1. a 2. konjugace se připojuje slabika bi:
- lauda-bo (budu chválit), lauda-bi-s (budeš chválit), lauda-bi-t (bude chválit) atd.
- mone-bo (budu napomínat), mone-bi-s (budeš napomínat), mone-bi-t (bude napomínat) atd.

U sloves 3. a 4. konjugace se futurum I. tvoří změnou kmenové samohlásky na e:
- leg-a-m (budu číst), leg-e-s (budeš číst), leg-e-t (bude číst) atd.
- audi-a-m (budu slyšet), audi-e-s (budeš slyšet), audi-e-t (bude slyšet) atd.

Rozdíl mezi latinskými slovesnými konjugacemi se projevuje v prézentním systému, tj. v prézentu, imperfektu a futuru I. Změny kmenových hlásek typických pro jednotlivé konjugace znamenají přechod do konjunktivu nebo do futura.

### Konjunktiv
Konjunktiv se v prézentním systému tvoří jen v přítomném čase. Ve všech konjugacích se tvoří změnou kmenové samohlásky.
- 1. konjugace a >> e (laudo = chválím, laudem = ať chválím; laudas = chválíš, laudes = ať chválíš; atd.)
- 2.-4. konjugace e/i/u >> a (moneo = napomínám; moneas = ať napomínáš; legis = čteš; legas = ať čteš; audit = slyší; audiat = ať slyší; atd.)

Je patrné, že čtenář si musí dát velký pozor na kmenové samohlásky, neboť ty rozhodují o tvaru slovesa:
- legis = čteš
- leges = budeš číst
- legas = ať čteš

### Imperativ
Imperativ se v latině tvoří jen v přítomném čase, a to dvěma možnými způsoby:
- 1. imperativ se tvoří připojením za slovesný kmen pouze kmenové hlásky (2. os. sg.) nebo navíc připojením koncovky -te (2. os. pl.). Tedy

1. laud-a (chval!), laud-a-te (chvalte!)
2. mon-e (napomínej!), mon-e-te (napomínejte!)
3. leg-e (čti!), leg-i-te (čtěte!)
4. aud-i (slyš!), aud-i-te (slyšte!)

- 2. imperativ se někdy nazývá imperativem futura, neboť se jím vyjadřuje rozkaz, který má být vyplněn ne hned, nýbrž v budoucnu. Lze se s ním setkat též v zákonech. Tvoří se připojením kmenové hlásky a koncovek -to, -tote, -nto. Tedy:

1. laud-a-to (chval!), laud-a-tote (chvalte!), laud-a-nto (ať [oni] chválí!)
2. mon-e-to (napomínej!), mon-e-tote (napomínejte!), mon-e-nto (ať [oni] napomínají)
3. leg-i-to (čti!), leg-i-tote (čtěte!), leg-u-nto (ať [oni] čtou!)
4. aud-i-to (slyš!), aud-i-tote (slyšte!), aud-i-unto (ať [oni] slyší!)

## Perfektní systém
Latinský perfektní slovesný systém zahrnuje aktivní slovesné tvary perfekta, plusquamperfekta a futura II. Jednotlivé tvary se odvozují od perfektního kmene (který se ve slovnících uvádí na třetím místě). Při vytváření tvarů nehraje rozdíl mezi konjugacemi žádnou roli, všechna slovesa se časují stejně.
Koncovky perfekta aktiva:
|    | Singulár | Plurál       |
| -- | -------- | ------------ |
| 1. | -i       | -imus        |
| 2. | -isti    | -istis       |
| 3. | -it      | -erunt, -ere |

Koncovky plusquamperfekta aktiva:
|    | Singulár | Plurál  |
| -- | -------- | ------- |
| 1. | -eram    | -eramus |
| 2. | -eras    | -eratis |
| 3. | -erat    | -erant  |

Koncovky futura II aktiva:
|    | Singulár | Plurál  |
| -- | -------- | ------- |
| 1. | -ero     | -erimus |
| 2. | -eris    | -eritis |
| 3. | -erit    | -erint  |

Infinitiv perfekta aktiva: -isse
Příklady časování:
Sloveso laudare (chválit), perfektum laudavi (pochválil jsem).
| Sloveso | osoba | perfektum    | plusquamperfektum | futurum II    |
| Laudare | Sg 1  | laudav-i     | laudav-eram       | laudav-ero    |
|         | Sg 2  | laudav-isti  | laudav-eras       | laudav-eris   |
|         | Sg 3  | laudav-it    | laudav-erat       | laudav-erit   |
|         | Pl 1  | laudav-imus  | laudav-eramus     | laudav-erimus |
|         | Pl 2  | laudav-istis | laudav-eratis     | laudav-eritis |
|         | Pl 3  | laudav-erunt | laudav-erant      | laudav-erint  |

Koncovka 3. os. pl. -erunt se nezřídka stahuje na pouhé -ere.
- laudaverunt = laudavere

Zvláště u perfektních kmenů končících na -vi- může tato slabika odpadnout. Vznikají tak tvary:
- laudasti = laudavisti
- laudastis = laudavistis
- laudarunt = laudaverunt

## Supinový systém
Supinový kmen představuje tvar supina, který se však používá zřídka. Je významný proto, že se od něj odvozuje perfektní pasivní participium (tedy trpné příčestí).
- laudatum → laudatus (pochválený)
- monitum → monitus (napomenutý)

### Pasivní slovesné tvary
Pasivní participium může (stejně jako v češtině) vystupovat samostatně (puer punitus, potrestaný chlapec), ale slouží i k vytváření pasivních tvarů k perfektu, plusquamperfektu a futura II. a také k vytvoření participia futura.
- laudatus sum = byl jsem pochválen (perfektum)
- laudatus eram = byl jsem předtím pochválen (plusquamperfektum)
- laudatus ero = až budu pochválen (futurum II.)

Příslušné konjunktivy:
- laudatus sim = ač jsem byl pochválen (perfektum)
- laudatus essem = byl bych býval pochválen (plusquamperfektum)

### Participium futura
Participium futura vyjadřuje v latině záměr vykonávat činnost v budoucnu. Tvoří se připojením koncovky -urus:
- laudaturus = ten, který bude/hodlá/chce chválit